# とかげ (シベリウス)
『とかげ』（スウェーデン語: Ödlan） 作品8は、ジャン・シベリウスが作曲した付随音楽。Mikael Lybeck（1864年-1925年）の同名の作品のために書かれている。シベリウスは第2幕第1場と第2幕第3場の2つの場面に音楽を提供した。完成は1909年で初演は1910年4月6日にヘルシンキのスウェーデン劇場で作曲者自身の指揮によって行われた。演奏会数こそ少ないものの、シベリウス自身は本作について友人でありパトロンでもあったアクセル・カルペランに「私が書いた中でも指折りの精巧な作品です」と述べている。
この作品が書かれたのは1908年から1912年の「危機」の時期だった。編成は独奏ヴァイオリンと弦楽アンサンブルで、演奏時間は約17分である。
劇中の主人公アルバン（Alban）伯爵は、全ての清いものを象徴するエリシフ（Elisiv）と婚約する。しかし悪魔の化身であるアルダ（Alda）が、アルバンに恐れと情熱の両方を目覚めさせる。エリシフとアルダが互いにアルバンの魂を自らの側へ留めようと争う。エリシフは躓き、倒れ、戦いに命を落とすが、その仇としてアルバンは自身の中に住まう悪魔、すなわちアルダの息の根を止める。